# Hohenbergia fawcettii
Hohenbergia fawcettii är en gräsväxtart som beskrevs av Carl Christian Mez. Hohenbergia fawcettii ingår i släktet Hohenbergia och familjen Bromeliaceae.
Artens utbredningsområde är Jamaica. Inga underarter finns listade i Catalogue of Life.